# Membrana (GC)

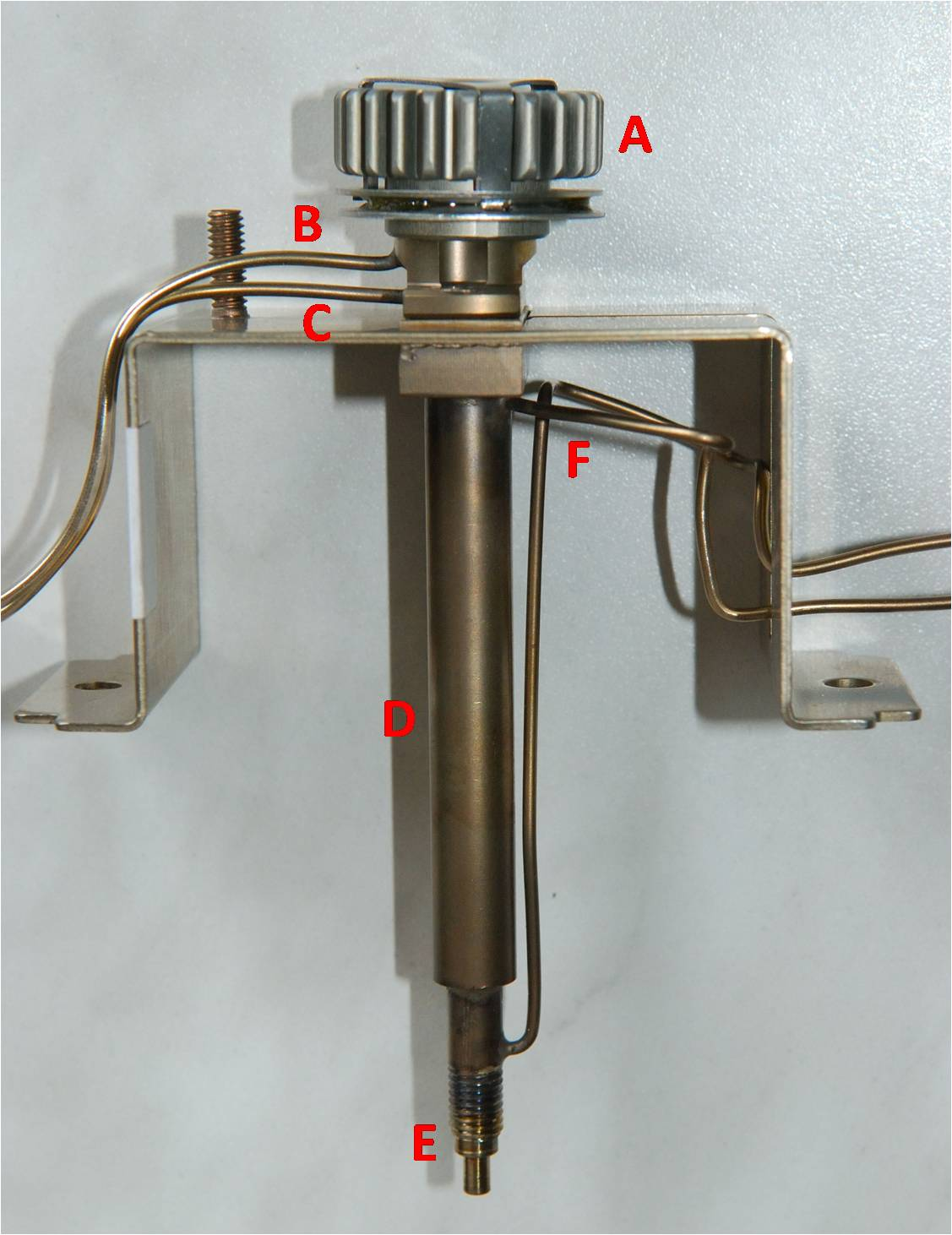
Dozownik chromatografu gazowego (A – nakrętka z otworem, służąca do montowania membrany)

Dozowanie próbki metodą mikroekstrakcji do fazy stałej SPME

Membrana (GC) – krążek z elastycznego materiału, elastyczna przepona, oddzielająca wnętrze dozownika chromatografu gazowego od otoczenia, umożliwiająca wielokrotne przekłuwanie igłą strzykawki chromatograficznej w czasie iniekcji analizowanych próbek.
Iniekcje z użyciem strzykawek są powszechnie stosowaną metoda dozowania próbek ciekłych i gazowych. Przekłuwania membran wymaga też dozowanie próbek zaadsorbowanych na włóknach do SPME.
Membrany są montowane w dozowniku, znajdującym się między butlą ciśnieniową z gazem nośnym i kolumną chromatograficzną. Wewnątrz dozownika panuje podwyższone ciśnienie, niezbędne do pokonania oporów przepływu gazu przez kolumnę. Dozownik jest utrzymywany w temperaturze wyższej od temperatury wrzenia najwyżej wrzących składników analizowanej mieszaniny. W tych warunkach materiał membrany:
- musi być elastyczny w takim stopniu, aby było możliwe wkłuwanie cienkich igieł strzykawek (bez ich mechanicznych odkształceń i bez zatykania prześwitu),
- musi zapewniać szczelność dozownika mimo wielokrotnych iniekcji,
- nie powinien zmieniać właściwości pod wpływem analizowanych związków i długotrwałego wygrzewania w warunkach analiz,
- nie powinien uwalniać do gazu nośnego lotnych produktów termicznego rozkładu.

Najczęściej stosuje się membrany z gumy silikonowej lub warstwowe (PTFE/guma silikonowa). Powolny rozkład tworzywa w warunkach pracy w wysokiej temperaturze, powodujący równomierne „krwawienie membrany”, ma zwykle nieistotne znaczenie, jeżeli analizy są wykonywane w stałej temperaturze (program „izoterma”). W przypadku, gdy kolumna chromatograficzna jest okresowo ochładzana, może w niej zachodzić kondensacja produktów degradacji membrany. Są one wymywane do detektora w kolejnym okresie wygrzewania, co powoduje rejestrację pików zwanych „duchami”. W celu zminimalizowania tych efektów jest wykonywane  kondycjonowanie membran w warunkach podobnych do warunków pracy, np. wygrzewanie w atmosferze azotu przez ok. 90 h w 300 °C lub  kondycjonowanie w próżni w 250 °C przez 18 h (współcześnie producenci oferują membrany kondycjonowane).
W katalogach membran dostępnych na rynku, kompatybilnych z różnymi chromatografami, znajdują się informacje m.in. o prekondycjonowaniu, najwyższej temperaturze pracy i dopuszczalnej liczbie iniekcji (np. 350).